# 奧洛穆茨
奥洛穆茨（捷克語：Olomouc；當地方言稱為，奥尔米茨）是位於捷克摩拉維亞中部的城市，地區的宗教中心，奧洛摩次州首府。人口約10萬。
早期為大摩拉維亞國中心，後成為當地首府至1641年，瑞典人開始長達8年的佔據為止。1063年成為教區，1777年升為总教區。天主教奥洛穆茨总教区是捷克的两个总教区之一，圣瓦茨拉夫主教座堂为其主教座堂。
上城廣場的聖三柱在2000年被聯合國教科文組織列入世界文化遺產名錄，稱讚其為「中歐巴洛克藝術高峰時期最優秀例子之一」。
其市徽为摩拉维亚的纹章加上“SPQO”组成，其中摩拉维亚的纹章为在七年战争期间的1758年，由玛丽亚·特蕾西亚赐予奥洛穆茨市民，以表彰该市抵抗普鲁士军之功；而“SPQO”则为化用古罗马的SPQR，即“元老院及奥洛穆茨人民”。

## 姐妹城市
- 美国歐文斯伯勒
- 芬兰坦佩雷
- 匈牙利佩奇
- 德国諾德林根
- 法國安東尼
- 塞爾維亞蘇博蒂察
- 瑞士卢塞恩
- 荷蘭費嫩達爾

## 图集

從西南方眺望全市

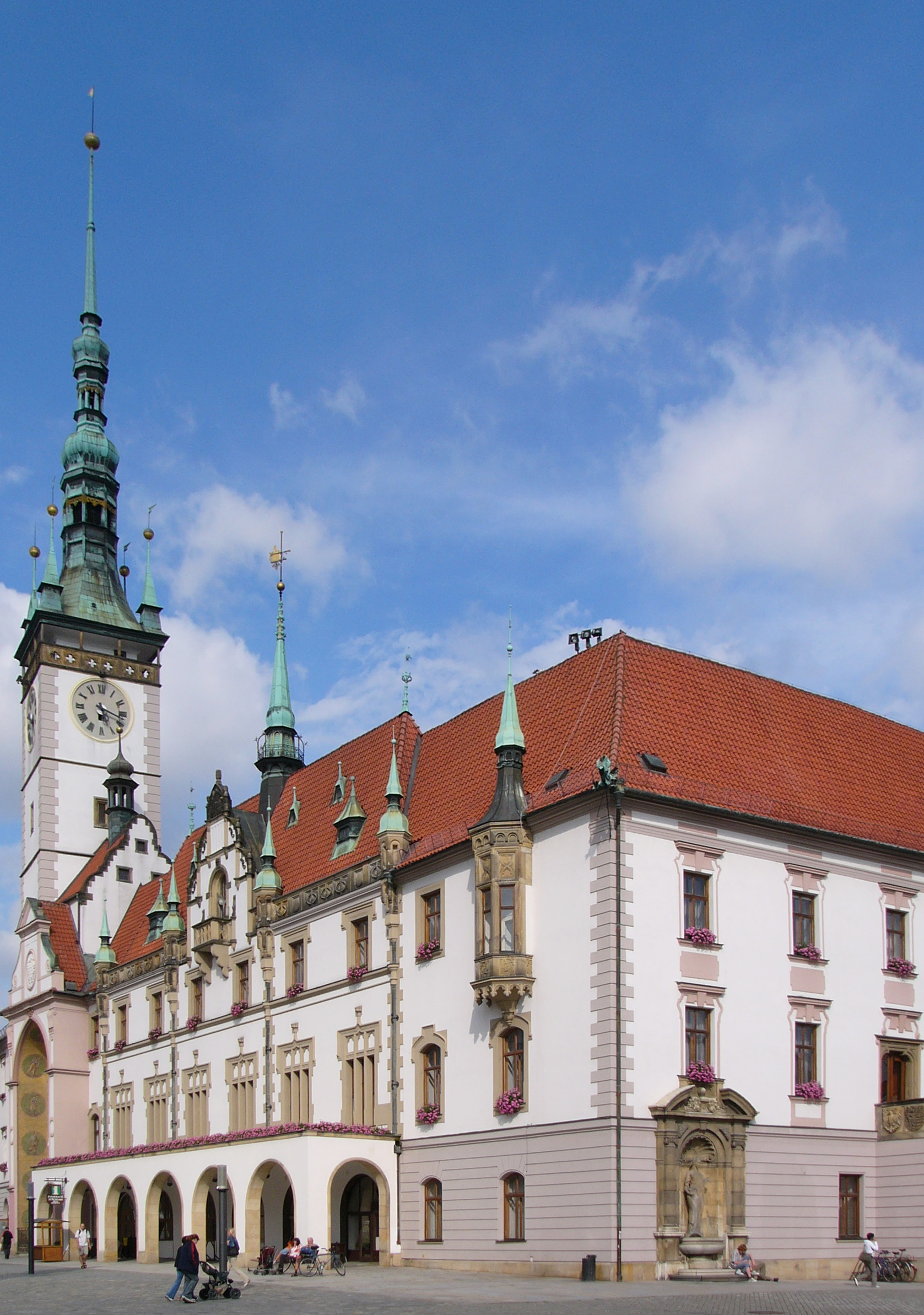
奥洛穆茨市政廳
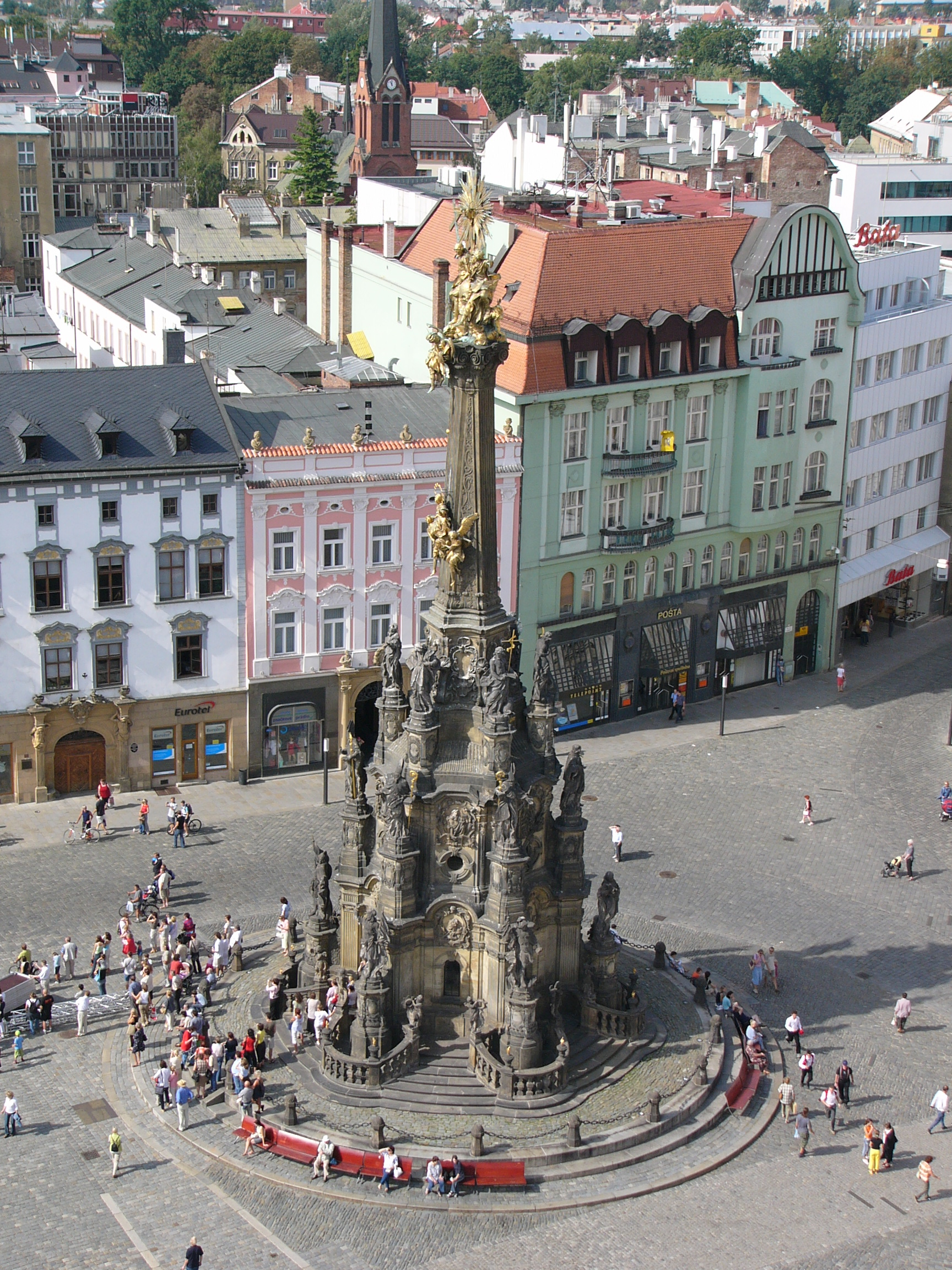
從高空俯視聖三柱
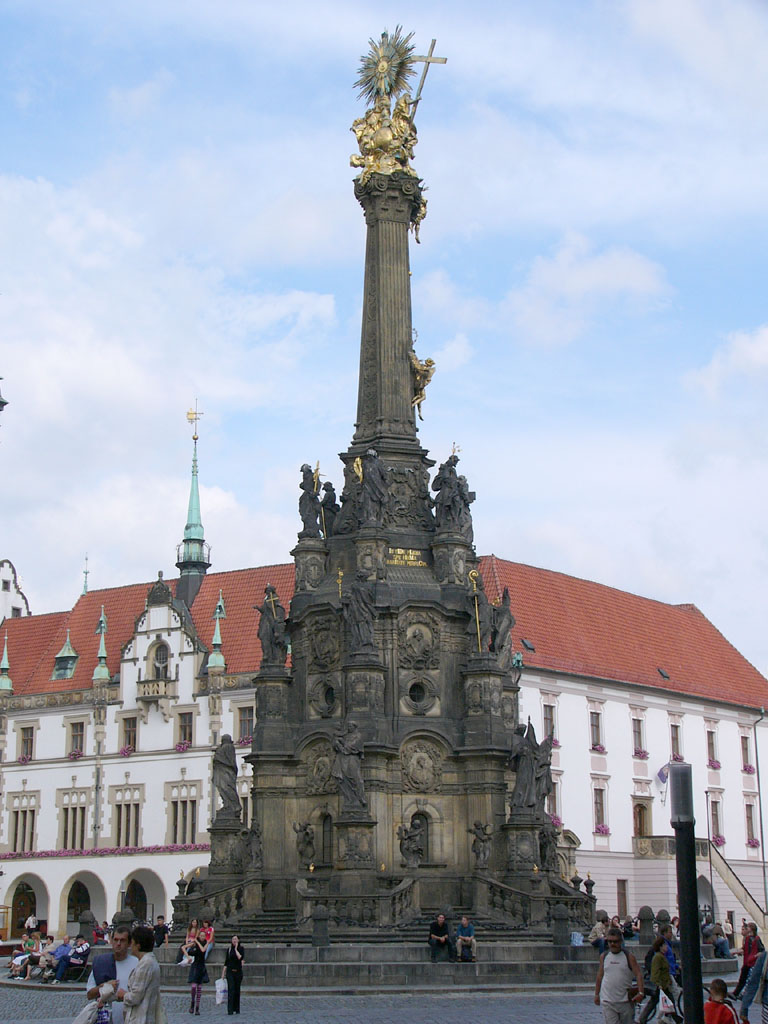
聖三柱

## 外部連結
- 官方网站  （捷克文）